# 森澤祐介
森澤 祐介（もりさわ ゆうすけ、1982年3月14日 - ）は日本のダンスパフォーマー、実業家。ダンスパフォーマンスユニット「WORLD ORDER」のメンバーであり、チョコレートブランド「D’RENTY CHOCOLATE」の設立者である。静岡県掛川市の「輝くかけがわ応援大使」。

## 来歴
高校生の時にダンスを始める。高校卒業後は調理師専門学校に通い調理師免許を取得する。19歳で上京。東京都内の飲食店でアルバイトをしながらダンスパフォーマー、ダンススクールの講師として活動をする。
- 2009年12月にダンスパフォーマンスユニット「WORLD ORDER」としてデビューし、プロダンサーとして活動を始める。「WORLD ORDER」のメンバーとして国内や海外のテレビ番組やCMに出演する[6]。
- 2018年9月に静岡県掛川市「輝くかけがわ応援大使」に就任する[7]。掛川市のPR活動を行っている[8]。
- 2018年11月にチョコレート専門店「D’RENTY CHOCOLATE」を設立する[9]。無添加チョコレートや残留農薬ゼロの「掛川抹茶」を使った生チョコレートなどを販売する[10]。
- 2019年までにミュージックビデオ制作の為に名古屋、東京、京都、横浜、アメリカ合衆国、メキシコ、韓国、イギリス、フランス、ドイツ、中華人民共和国、インド、タイ、フィリピン、台湾などで撮影を行う。
- 2021年9月11日、1年9ヶ月ぶりにWORLD ORDER 「CENSORSHIP」が公開された。

## 出演

### テレビ
- 笑っていいとも!（フジテレビ）[11]
- 情報プレゼンター とくダネ!（フジテレビ）[12]
- PON!（日本テレビ）[13]
- メレンゲの気持ち（日本テレビ）　（2012年2月2日　木曜日）[14]
- SMAP×SMAP（フジテレビ）[15]
- Rの法則（NHKEテレ）[16]
- 1番ソングSHOW（日本テレビ）[17]
- 完コピ!!名曲ダンスNo.1決定戦（日本テレビ）[18]
- NEWS ZERO（日本テレビ）
- たましいの授業（TBS）[19]
- 中居正広の金曜日のスマたちへ（TBS）[20]
- 火曜曲!（TBS）[21]
- ちちんぷいぷい（毎日放送）
- スッキリ!!（日本テレビ）[22]
- ZIP!（日本テレビ）[23]
- 行列のできる法律相談所（日本テレビ）[24]
- みんなDEどーもくん!（NHK BSプレミアム）[25]
- アメージング・レース26（CBS）[26]
- しまじろうのわお!（テレビせとうち）[27]
- 全力教室（フジテレビ）　（2013年12月1日　日曜日）[28]

### CM
- アシアナ航空株式会社（2012年7月-2013年3月）[29]
- 洋服の青山（2012年9月-2014年9月）[30]
- 株式会社マクロミル（2012年9月-2013年8月）[31]
- シャープ株式会社（2013年6月-2013年12月）[32]
- 住友商事株式会社（2013年12月-2014年5月）[33]
- 社団法人日本旅行業協会（Japan Association of Travel Agents）（2014年4月-2017年3月）[34]
- TOYOTA Motor Asia Pacific（2014年7月-2015年6月）[35]
- DyDo Drinco Ru（2014年2月-2015年6月）
- GMOクリック証券UK（2015年1月-2015年12月）
- 日本コカ・コーラ「リアルゴールド ワークス」（2016年）[36]
- ファミリーイナダ（2016年10月-2017年3月）[37]
- 小米科技（2016年12月）[38]
- レコチョク（2017年2月17日-2017年3月15日）[39]
- 新光三越（2018年8月）[40]

### イベント
- Worldwide Partner Conference 2011（マイクロソフト主催）オープニングイベント（2011年7月10日、アメリカ・ロサンゼルス、ステイプルズ・センター）[41]
- 日印グローバル・パートナーシップ・サミット2011晩餐会（2011年9月5日、東京都コンベンションホール）[42]
- WORLD DANCING SHOWCASE（2012年4月30日、HEP HALL）[43]
- MTV VIDEO MUSIC AWARDS JAPAN（2012年6月23日、幕張メッセ幕張イベントホール）[44]
- Music WolFloW vol.3 ISLAND BEAT FESTIVAL in 伊王島（2012年9月15日、長崎・伊王島野外ステージ）[45]
- 光の回廊2012-甦る古の記憶-（2012年9月16日、飛鳥資料館）[46]
- JCフォーラム2012（名古屋青年会議所主催）（2012年10月21日、名古屋市公会堂）[47]
- 第9回東京国際ミュージックマーケット ショーケースライブ（2012年10月25日、東京・Zepp DiverCity）[48]
- SKE党決起集会。『箱で推せ！』（2014年2月1日、ナゴヤドーム）[49]
- ミラーハリアー「リフレクションマッピング」[50]（2014年2月2日、東京ミッドタウンキャノピースクエア）[51][52]
- JAPAN EXPO IN THAILAND 2016（2016年2月12日-2月14日、タイ）[53]
- J-POP SUMMIT 2016（2016年7月22日-7月24日、アメリカ合衆国サンフランシスコ）[54]
- JAPAN EXPO IN THAILAND 2017（2017年9月1日-9月3日、タイ）[55]
- バンコク日本博 2019（2019年8月30日-9月1日、タイ）[56]